# Онтологічний реалізм Т. Сайдера
Онтологічний реалізм Теодора Сайдера — неокуайнівська метаонтологічна теорія Теодора Сайдера.

## Основні тези
Свою метаонтологічну теорію Теодор Сайдер називає онтологічним реалізмом. Однак цей термін можна використовувати і в широкому значенні для позначення не тільки теорії Сайдера, але й багатьох інших філософів. Керрі Дженкінс вважає, що онтологічний реалізм у цьому широкому розумінні прихильний до однієї чи кількох з трьох наступних тез:
1. Є онтологічні факти, які є об'єктивними: «метаонтолог може запитати: чи є об'єктивний факт про те, чи існує міреологічна сума двох різних сутностей? Онтологічний реаліст говорить „так“, і онтологічний антиреаліст каже „ні“».
2. Онтологічні диспути є серйозними в тому сенсі, що вони не є суто словесними і знайти їхнє рішення нелегко. Візьмемо, наприклад, диспут меріологічних нігілістів та їх противників. Якщо у нас є організовані у вигляді столу елементарні частинки, то це означає, що є і сам стіл?
3. Є одне найкраще значення квантора існування. Завдяки наявності найкращого значення квантора онтологи, що сперечаються, можуть говорити однією мовою, і їх суперечки не стають суто словесними.

## Основні положення
Метаонтологію Теодора Сайдера можна подати у вигляді трьох основних положень — основного та двох додаткових, що пояснюють основне: (МС 1) Онтологічні питання є змістовними завдяки тому, що можуть бути сформульовані в термінах, які поділяють світ на природну частину досконалим чином.
(МС 2) Квантор існування поділяє світ на природні частини.
(МС 3) Квантор існування, який поділяє світ на природні частини, можливий як частина особливої онтологічної мови (Ontologese), навіть якщо квантори існування природних мов не поділяють світ на природні частини.

## Характеристика фундаментальної структури
У найзагальнішому сенсі структура — це те, як влаштований світ на базовому, фундаментальному рівні: «Розпізнавати „структуру“ означає розпізнавати закономірності. Це означає знайти правильні категорії для опису світу. Це означає „розділяти реальність на природні складові“, перефразовуючи Платона. Це означає дослідження того, який світ у насправді, на противагу тому, як ми зазвичай говоримо чи думаємо про нього».
Структура має цілу низку характеристик: (1) Повнота — кожна нефундаментальна істина має місце у силу деякої фундаментальної істини. Фундаментальні істини (факти) — це граничні, метафізично базові істини (факти), прикладом яких можуть бути істини про розподіл елементарних частинок у просторі-часі, на той час як істини про те, що люди посміхаються, коли їдять цукерки, і їм подібні істини не будуть базовими.
(2) Чистота — фундаментальні істини включають лише фундаментальні поняття. Образно кажучи, коли Бог творив світ, йому не треба було думати у термінах усмішок чи цукерок. Принцип чистоти вимагає, щоб було можливо дати повний та вичерпний опис світу, використовуючи лише фундаментальні поняття, тобто поняття, які поділяють реальність на природні складові.
(2) Субпропозиційність — фундаментальними можуть бути як пропозиції, а й їх складові. Якщо говорити лінгвістично, то фундаментальність можна назвати субсентеційною.
(3) Абсолютність — те, що є частиною фундаментальної структури, є їй у абсолютному сенсі, тобто воно не може бути більш-менш фундаментальним. Втім, Сайдер визнає, що ми можемо говорити про більш менш фундаментальні поняття або квантори, але лише в нестрогому або похідному сенсі.
(4) Визначеність — про фундаментальну структуру неприпустимо говорити у невизначених термінах, пов'язаних із нечіткістю, а фундаментальні мови підпорядковуються класичній логіці.
(5) Фундаментальність — поняття фундаментальності саме є фундаментальним та поділяє світ на природні частини. У Світ дійсно існує фундаментальна структура, і її існування є об'єктивним і базовим фактом.

## Онтологічна мова
Теодор Сайдер вводить поняття «онтологічної мови» (Ontologese) як спосіб вирішення проблем, пов'язаних із розумінням та вираженням онтологічних питань. У його концепції онтологічна мова — це особлива мова, яка дозволяє більш точно розділяти світ на природні частини, ніж це роблять квантори існування у природних мовах. Найважливішим елементом цієї мови є квантор існування, який «поділяє світ на природні частини». Такий квантор дозволяє стверджувати існування об'єктів у фундаментальному значенні.
Сайдер пропонує використовувати онтологічну мову у філософських суперечках, оскільки ця мова за визначенням краще відображає реальність та її структуру. Онтологічна мова передбачає певну граматику, де квантор «∃» має фундаментальне значення, що дозволяє уникнути обмежень, пов'язаних із мовними відмінностями та неточностями звичайних мов.
Для номіналістськи налаштованих філософів, які не хочуть говорити про значення, Сайдер дає наступну інструкцію:
- Введіть символ «∃» із граматикою всім знайомого квантора існування.
- Умовтеся, що жодне з спірних філософських положень не є визначальним для вашого використання «∃»; визначальним є лише ядро його інференційної ролі.
- Введіть поняття обмеження квантора та прямо забороніть подібні обмеження.
- Майте намір використовувати «∃» настільки фундаментально, наскільки це можливо. Поясніть цей намір, протиставивши його повсякденному використанню української/англійської квантифікаційної мови в таких реченнях як «Є багато способів виграти цей шаховий матч».[1]

## Протидія дефляціонізму

### Дефляціонізм і варіантизм
Дефляціонізм у Сайдера — це позиція, яка розглядає онтологічні питання як незначущі, оскільки існує багато варіантів того, що можуть означати ці питання, і жоден з них не є кращим за інші. Дефляціоністи вважають, що реальні проблеми в онтологічних дебатах є радше лінгвістичними або концептуальними, а не метафізичними.
Варіантизм — це теорія, яка стверджує, що онтологічні спори можуть бути вирішені шляхом варіативного трактування значень кванторів (логічних символів існування). Вона базується на думці, що можна мати кілька мов, у яких квантори мають різні значення. Сайдер критикує варіантизм за те, що він не здатний обійтись без об'єктів у фундаментальному описі світу, навіть якщо стверджує, що у фундаментальному описі не потрібні об'єкти.

### Стратегії для протидії дефляціонізму
Сайдер має дві стратегії для протидії дефляціонізму, що набуває форми варіантізму. Перша стратегія складається з трьох таких положень:
- Існують розділяючі на природні частини значення, які є підходящими кандидатами до значення кванторів.
- Льюїсовський референціальний магнетизм дійсний.
- (Референціальний магнетизм у Теодора Сайдера — це поняття, яке він адаптував з роботи Девіда Льюїса. Воно стосується метасемантичної проблеми, що полягає в тому, як слова отримують свої значення і як ці значення пов'язані з реальністю. «Референціальний магнетизм» передбачає, що деякі значення і терміни краще відображають природні частини світу, діючи як «магніти», що притягують відповідні значення до слів. Це дозволяє певним термінам у філософських дискусіях мати фундаментальні значення, що допомагає уникати метасемантичного скептицизму.)
- Довіра перемагається інтерпретацією, яка приписує кванторам російської/англійської мови значення, що поділяють на природні частини.

Якщо ця стратегія є успішною, то ніякої особливої мови не знадобиться, реаліст зможе заявити, що всі онтологічні суперечки ведуться російською/англійською мовою, квантори в ній мають фундаментальне значення, завдяки чому суперечки стають змістовними. Слабкість стратегії у її третьому пункті — магнетизм може виявитися недостатньо сильним для подолання довіри. На цей випадок у Сайдера є друга стратегія, звана їм гамбітом онтлогічної мови (Ontologese gambit):
- Можливо, що п. 2 чи п. 3 помилкові, тобто магнетизм не існує, чи він недостатньо сильний.
- Дефляційні-варіантисти мають рацію щодо онтологічних суперечок українською/англійською.
- Спори можуть і повинні вестись на онтологічному. На цьому мовою квантори за визначенням мають значення, що розділяють на природні частини.

## Методологія Теодора Сайдера
Головний методологічний принцип Теодора Сайдера формулюється як принцип, що закликає бути впевненим в онтології та ідеології «найкращої» теорії. Сайдер вважає, що онтологічна теорія повинна бути фундаментальною і ґрунтуватися на правильній ідеології, тобто наборі понять, які найкраще відображають структуру реальності. Цей принцип виходить із куайнівської традиції і робить акцент на тому, що найкраща теорія повинна бути простою, пояснювальною та узгодженою з фізикою як найбільш фундаментальною наукою.